# Michiel van Musscher

Porträtt av ungt par av Michiel van Musscher, 1679 - Hallwylska museet

Michiel van Musscher, född 1645 i Rotterdam, död 1705 i Amsterdam, var en holländsk målare. 